# Coleophora orotavensis
Coleophora orotavensis é uma espécie de mariposa do gênero Coleophora pertencente à família Coleophoridae.